# Exoprosopa titubans
Exoprosopa titubans är en tvåvingeart som beskrevs av Osten Sacken 1877. Exoprosopa titubans ingår i släktet Exoprosopa och familjen svävflugor. Inga underarter finns listade i Catalogue of Life.